# دمیتری گوز
دمیتری ولادیمیروویچ گوز (روسی: Дми́трий Влади́мирович Гузь؛ زادهٔ ۱۵ مهٔ ۱۹۸۸ در کراسنی سولین) بازیکن فوتبال در پست مدافع اهل روسیه است.

## باشگاهی
از باشگاه‌هایی که در آن بازی کرده‌است می‌توان به باشگاه فوتبال روتور ولگوگراد، باشگاه فوتبال اورارتو، باشگاه فوتبال تیومن، باشگاه فوتبال لوچ ولادی‌وستوک و باشگاه فوتبال آتیراو اشاره کرد.